# We'll Meet Again (téléfilm, 2002)
Pour les articles homonymes, voir We'll Meet Again.

We'll Meet Again (littéralement, Et nous nous reverrons) est un téléfilm américano-canadien, réalisé par Michael Storey, d'après le roman de Mary Higgins Clark, diffusé en 2002

## Synopsis
Molly Lasch vient de passer six ans en prison pour le meurtre de son mari, le Dr Gary Lasch. À la minute où elle sort de prison, elle affirme n'avoir pas tué son mari bien qu'elle n'ait aucun souvenir de cette nuit-là. Malheureusement, Annamarie Scalli, la maîtresse de Gary est assassinée à son tour. Molly n'aura que deux alliées pour prouver son innocence, Fran et Jenna, ses amies d'enfance. Mais que cache cette dernière, devenue la femme d'un homme d'affaires sans scrupules ?

## Distribution
- Laura Leighton, Fran Simmons
- Brandy Ledford, Molly Lasch
- Gedeon Burkhard, Peter Gaynes
- Anne Openshaw (en), Jenna Whitehall
- Bryan Genesse, Tim Mason
- Paula Shaw, Edna Barry